# المنظمة العسكرية المناهضة للفاشية
المنظمة العسكرية المناهضة للفاشية ( المنظمة البولندية العسكرية المناهضة للفاشية)، AOB، كانت منظمة سرية تأسست في عام 1942 في حي اليهود في بياليستوك من قبل ضباط سابقين في القوات البرية البولندية. شارك في ثورة غيتو بياليستوك.
وشملت مهامها تنظيم طرق الهروب للأشخاص المحتجزين في حي اليهود، فضلاً عن تامين جمع الأسلحة والمعدات من أجل القتال المستقبلي ضد الألمان. منذ فبراير 1943 نفذت العديد من الهجمات على السلطات الألمانية والقوات المسلحة العاملة في حي اليهود. في 15 أغسطس 1943، بدأ أعضاء AOB نضالًا ضد تصفية الحي اليهودي، والذي يُعرف باسم انتفاضة غيتو بياليستوك.